# 서연우 (2007년)
서연우(2007년 ~ )는 대한민국의 가장 유명한 배우 중 한 명으로 다양한 영화에 출연하였다.

## 연기 활동

### 드라마
- 2012년 KBS2 월화드라마 《빅》 ... 토끼 역